# Краще подзвоніть Солу (4 сезон)
Четвертий сезон американського драматичного телесеріалу «Краще подзвоніть Солу», прем'єра якого відбулася 6 серпня 2018 року, а завершився він 8 жовтня 2018 року. Сезон складався з десяти епізодів, і він транслювався США щопонеділка на каналі AMC. Серіал є спінофом «Пуститися берега», і його авторами стали Вінс Ґілліґан і Пітер Ґулд, обидва з яких працювали над «Пуститися берега».
Дія першого та другого сезонів в основному відбувалася у 2002 році, а третій сезон просував сюжетну лінію до 2003 року. Дія четвертого сезону також здебільшого відбувається у 2003 році, але останні чотири серії – у 2004 році. У четвертому сезоні Джиммі (Боб Оденкерк) та Кім (Рей Сігорн) намагаються впоратися зі смертю Чака (Майкл Маккін). Говард Гемлін (Патрік Фабіан) вважає, що він несе відповідальність за смерть Чака, і страждає від депресії та відриву від роботи. Майк (Джонатан Бенкс) починає перевірку безпеки в Madrigal, ігноруючи той факт, що його контракт на консультацію мав бути лише паперовою угодою. Ґас (Джанкарло Еспозіто) з підозрою ставиться до Начо (Майкл Мендо) після інсульту Гектора (Марк Марголіс). Начо стає кротом для Ґаса в організації Саламанки. Ґас наймає інженера та будівельну бригаду, щоб розпочати будівництво метамфетамінової «суперлабораторії» під промисловою пральною. Приїжджає Лало Саламанка (Тоні Далтон), щоб почати керувати сімейним наркобізнесом.
Четвертий сезон «Краще подзвоніть Солу» отримав похвалу від критиків та глядачів, а також шість номінацій на 71-й церемонії премії «Еммі», включаючи за найкращий драматичний серіал.

## Виробництво
У червні 2017 року AMC продовжило серіал на четвертий сезон із десяти епізодів.

### Зйомки
Дія «Краще подзвоніть Солу» розгортається в Альбукерці, Нью-Мексико, там же і знімають серіал, так само як і його попередник. Зйомки четвертого сезону розпочалися у січні 2018 року. Режисером першого епізоду стала Мінкі Спіро. Виробництво завершилося 30 травня 2018 року.
У першій сцені сезону, Джиммі використовує свій псевдонім Джин Такович під час роботи в Cinnabon в торговому центрі Омахи, Небраска. Дії сцен Cinnabon у «Краще подзвоніть Солу» розгортаються в Омасі, але вони були зняті в торговому центрі Cottonwood Mall в Альбукерці, Нью-Мексико.
Марку Марголісу, який грає наркобарона Гектора Саламанку, була потрібна операція на головному мозку після перенесення важкої травми голови внаслідок випадкового падіння під час зйомок.
Режисером епізоду «Пін'ята» став Ендрю Стентон, який найбільш відомий як сценарист та режисер кількох фільмів Pixar, серед яких «У пошуках Немо» та «ВОЛЛ-І». Під час розмови з Марком Джонсоном і Меліссою Бернштейн, виконавчими продюсерами шоу, йому було запропоновано прийняти можливість зняти епізод для «Краще подзвоніть Солу», на що він відразу погодився, оскільки він уже був шанувальником «Пуститися берега» та «Краще подзвоніть Солу», і хотів отримати можливість працювати зі творцями Вінсом Ґілліґаном та Пітером Ґулдом.

### Кастинг

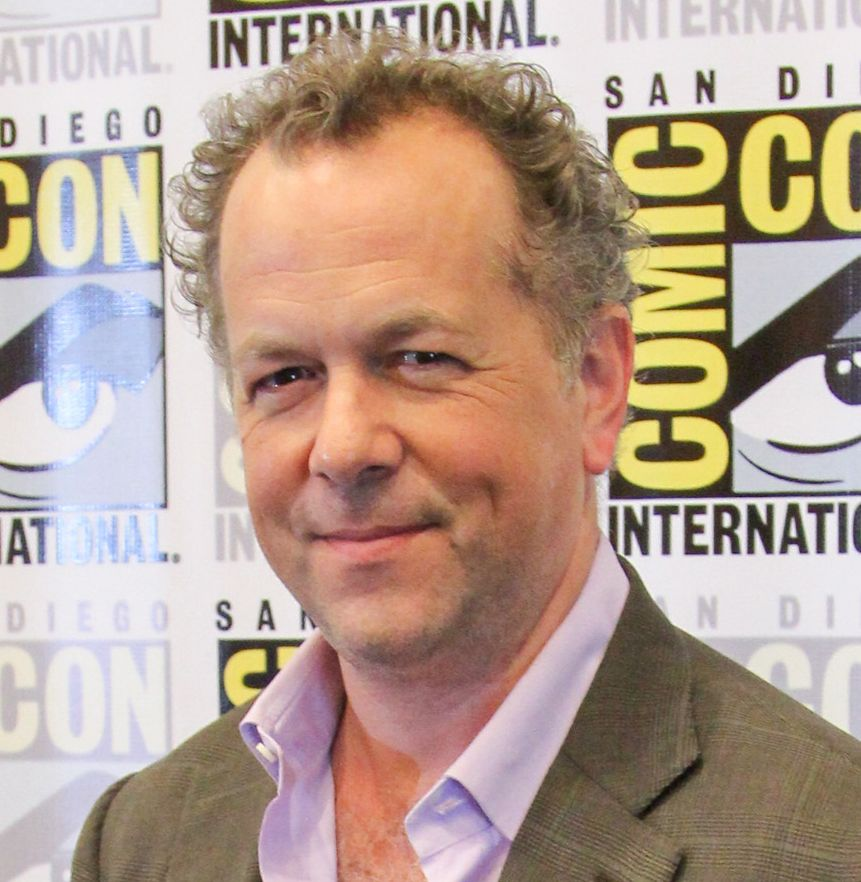
Девід Костабайл повертається в епізоді четвертого сезону «Прекрасний вчинок», щоб знову виконати роль хіміка Гейла Беттікера.

Боб Оденкерк повертається в ролі Джиммі Мак-Ґілла, Джонатан Бенкс у ролі Майка Ермантраута, Рей Сігорн у ролі Кім Векслер, Патрік Фабіан у ролі Говарда Гемліна, Майкл Мендо в ролі Начо Варґа та Джанкарло Еспозіто в ролі Ґаса Фрінга. Майкл Маккін (Чак Мак-Ґілла), який був вказаний як член основного акторського складу в попередніх сезонах, не повертається як основний актор після смерті Чака у фіналі третього сезону. В інтерв'ю в червні 2017 року, після фіналу третього сезону, Маккін прокоментував можливість повернення в серіал, заявивши: «Я знаю, що вони хочуть повернути мене для деяких сцен-флешбеків у наступному сезоні». Маккін з'явився як гість у сцені флешбека на початку шостого епізоду, «Пін'ята», і знову у фіналі сезону, «Переможець».
У травні 2016 року повідомлялося, що Стефан Капічич матиме другорядну роль у четвертому сезоні. Капічич заявив: «Я в захваті від того, що я маю шанс стати частиною сім'ї „Краще подзвоніть Солу“. Це одне з моїх улюблених шоу на телебаченні і це мрія, що стала реальністю, тому що я став частиною всесвіту „Пуститися берега“». Також було підтверджено, що персонаж Лало, у виконанні Тоні Далтона, який був згаданий в епізоді «Краще подзвоніть Солу» з «Пуститися берега», з'явиться в цьому сезоні.
Епізод «Прекрасний вчинок» знаменує собою першу появу Гейла Беттікера в «Краще подзвоніть Солу», другорядного персонажа з «Пуститися берега», якого грає Девід Костабайл. Костабайл був в Альбукерці під час зйомок серіалу «Розкопки», тоді як команда «Краще подзвоніть Солу» закінчувала виробництво першого сезону. Він зустрівся з співпродюсером Пітером Ґулдом і вони домовилися, що Гейл з'явиться в «Краще подзвоніть Солу». Костабайл був в змозі працювати на зйомках «Краще подзвоніть Солу» між зйомками «Мільярдів», але в нього було всього близько тижня, щоб запам'ятати і діалоги, і текст пісні Тома Лерера «The Elements», яку він повинен був співати у стилі караоке у своїх сценах. Цей короткий період контрастував з його минулими пісенними виступами в «Пуститися берега», коли в нього було більше часу, щоб вивчити текст.

## Сюжет
Смерть брата Джиммі, Чака, служить каталізатором для його подальшого перетворення на Сола Ґудмана, а входження Джиммі у злочинний світ ставить під загрозу його стосунки з Кім та його майбутнє як адвоката. Смерть Чака також глибоко вплинула на Кім та Говарда. Майк стає найнятим консультантом Madrigal з питань безпеки. Спроба Начо вбити Гектора Саламанку призводить до інсульту та інвалідності Гектора, а також впливає на діяльність наркокартеля Дона Еладіо та на змову Ґаса Фрінга, щоб захопити його.
Шоуранер серіалу Вінс Ґілліґан заявив у січні 2018 року, що «Краще подзвоніть Солу» «стає темніше цього сезону», а Боб Оденкерк (Джиммі Мак-Ґілл) сказав, що четвертий сезон перейде на «інший рівень».

## В ролях

### Основний склад
- Боб Оденкерк у ролі Джиммі Мак-Ґілла, адвоката, який досліджує кримінальний світ після того, як його юридична ліцензія була припинена під час суперечки з його нині покійним братом Чаком.
- Джонатан Бенкс у ролі Майка Ермантраута, консультанта з безпеки компанії Madrigal Electromotive, який тепер працює у тісному контакті з Ґасом Фрінгом.
- Рей Сігорн у ролі Кім Уекслер, адвоката, яка є подругою та довіреною особою Джиммі[19][20].
- Патрік Фабіан у ролі Говарда Гемліна, єдиного керуючого партнера компанії «Гемлін, Гемлін і Мак-Ґілл» після смерті Чака. Після смерті Чака, Гемлін страждає на безсоння і депресію.
- Майкл Мендо в ролі Начо Варґа, злочинця, який працює на наркосиндикат Саламанка, якого перетягнув на свій бік Ґуставо Фрінґ після його спроби вбити Гектора Саламанку.
- Джанкарло Еспозіто в ролі Ґаса Фрінґа, дистриб'ютора метамфетаміну, який використовує свою мережу ресторанів швидкого харчування «Los Pollos Hermanos» як прикриття, і шантажує Начо, змушуючи його працювати на нього.

### Другорядний склад
- Марк Марголіс у ролі Гектора Саламанки, наркобарона, який входить у той самий картель, що і Ґас, а також головний конкурент Ґаса[21].
- Керрі Кондон у ролі Стейсі Ермантраут, овдовілої невістки Майка і матері Кайлі Ермантраут[22].
- Джеремайя Бітсуї в ролі Віктора, посіпаки Ґаса[23].
- Вінсент Фуентес у ролі Артуро, спільника Гектора Саламанки[24].
- Енн К'юсак у ролі Ребекки Буа, колишньої дружини Чака.
- Денніс Буцикаріс у ролі Річа Швайкарта, адвоката з «Sandpiper Crossing» у колективному позові, який розвиває Джиммі.
- Ендрю Фрідман у ролі містера Неффа, менеджера «Neff Copiers».
- Пурна Джаганнатан у ролі доктора Морін Бракнер, нейрохірурга «Джонса Хопкінса», якій Ґас таємно платив за лікування Гектора.
- Деніел і Луїс Монкада в ролях Леонеля та Марко Саламанка, кузенів Туко та племінників Гектора, які є найманими вбивцями для картеля[11].
- Хав'єр Граеда в ролі Хуана Болса, боса мексиканського наркокартеля.
- Рей Кемпбелл у ролі Тайруса, прихвостень на зарплаті у Ґаса Фрінґа[24].
- Хуан Карлос Канту в ролі Мануеля Варґа, батька Начо, який є власником м'яких меблів.
- Ебігейл Зої Льюїс у ролі Кайлі Ермантраут, онуки Майка.
- Рекс Лінн у ролі Кевіна Вочтелла, глави Mesa Verde та одного з клієнтів Кім[25].
- Кара Піфко в ролі Пейдж Новак, старшого радника для Mesa Verde та одного з клієнтів Кім[25].
- Френк Росс у ролі Айри, грабіжника, якого наймає Джиммі, та власник Vamonos Pest.
- Кейко Анджена у ролі Віоли Гото, паралегала Кім Векслер.
- Томмі Нельсон у ролі Рокко, лідер групи бандитів, які грабують Джиммі.
- Карлін Джеймс у ролі Зейна, бандита, який грабує Джиммі.
- Корі Чепмен у ролі Джеда, бандита, який грабує Джиммі.
- Айлін Фогарті в ролі місіс Нуін, власниці манікюрного салону, де Джиммі винаймає задню кімнату.
- Девід Костабайл у ролі Гейла Беттікера, веселий, доброзичливий хімік, якому Ґас допомагає платити за навчання, а пізніше консультується з ним[26].
- Райнер Бок у ролі Вернера Циглера, інженер, найнятий Ґасом для планування та спостереження за будівництвом його метамфетаміновою «суперлабораторією».
- Стефан Капічіч у ролі Каспера, члена команди Вернера Циглера з будівництва метамфетамінової «суперлабораторії» Ґаса.
- Бен Бела Бем у ролі Кая, члена команди Вернера Циглера з будівництва метамфетамінової «суперлабораторії» Ґаса, до якого Майк починає ставитись з підозрою.
- Лавелл Кроуфорд у ролі Хьюелла Бабіно, професійного кишенькового злодія, найнятого Джиммі.
- Майкл Маккін у ролі Чарльза Ліндберга «Чака» Мак-Ґілла-мол., покійного старшого брата Джиммі та партнера-засновника HHM. Чак наклав на себе руки наприкінці третього сезону. Він з'являється у флешбеках.
- Джош Фадем у ролі оператора, кіно-студента, який допомагає Джиммі у різних проектах та махінаціях.
- Хейлі Голмс у ролі актриси, кіно-студентки, яка допомагає Джиммі у різних проектах та махінаціях.
- Тоні Далтон у ролі Едуардо «Лало» Саламанки, члена родини Саламанка, який приїжджає, щоб допомогти в управлінні наркобізнесом Гектора.

### Запрошені зірки
- Ед Беглі-мол. у ролі Кліффорда Мейна, засновника юрфірми «Davis & Main», де Джиммі працював адвокатом у другому сезоні.
- Лора Фрейзер у ролі Лідії Родарт-Куейл, виконавчого директора Madrigal Electromotive та помічниці Ґаса Фрінґа[24].
- Дж. Б. Бланк у ролі Баррі Гудмана, лікаря на зарплаті у Ґаса Фрінґа.
- Джо ДеРоса в ролі доктора Кальдери, ветеринара, який служить зв'язковим Майка та Джиммі зі злочинним світом[25].
- Тамара Тюні у ролі Аніти, члена групи підтримки Майка, з якою він потоваришував.
- Тіна Паркер у ролі Франческі Лідді, секретарки Сола.
- Пітер Дисет у ролі Білла Оуклі, заступника окружного прокурора.
- Макс Арсіньєга в ролі Домінґо «Крейзі-8» Моліни.
- Брендон К. Гемптон у ролі Ернесто, помічника Чака, який працює на HHM. З'являється у флешбеку.

## Епізоди
| № загальний | № в сезоні | Назва                                     | Режисер         | Автор сценарія           | Дата прем'єр    | Глядачі в США (млн) |
| --- | ---------- | ----------------------------------------- | --------------- | ------------------------ | --------------- | ------------------- |
| 31 | 1          | «Дим» «Smoke»                             | Мінкі Спіро     | Пітер Ґулд               | 6 серпня 2018   | 1,77                |
| У 2003 році Джиммі і Кім дізнаються про смерть Чака, і, вважаючи себе винним, Джиммі впадає в депресію. Говард влаштовує похорон Чака, а пізніше визнає, що вважає, що його рішення звільнити Чака з HHM стало причиною самогубства Чака. Говард пояснює, що страхові виплати Чака на випадок лікарської помилки стали непомірними, але він не розумів, що Джиммі винен у тому, що повідомив страховикам про нестабільний стан брата. Джиммі дозволяє Говарду взяти на себе провину і швидко повертається до своєї безтурботної поведінки. Майк консультує компанію «Madrigal Electromotive» з питань безпеки і детально описує список порушень, які він виявив під час свого першого візиту на об'єкт. Після інсульту Гектора боси картелю наказують Начо і Артуро взяти на себе роботу Гектора з торгівлі наркотиками. Ґас, як і раніше, підозрює Начо і дає вказівку Віктору стежити за ним. |            |                                           |                 |                          |                 |                     |
| 32 | 2          | «Дихай» «Breathe»                         | Мішель Макларен | Томас Шнауц              | 13 серпня 2018  | 1,55                |
| Оскільки юридичну ліцензію Джиммі призупинили, він проходить співбесіду на роботу продавцем у Neff Copiers і вбачає можливість поцупити цінну порцелянову статуетку Гаммеля. Ребекка і Кім зустрічаються з Говардом, щоб обговорити розпорядження майном Чака. Кім не знає про роль Джиммі в подіях, які призвели до смерті Чака, і сильно свариться з Говардом, критикуючи того за погане ставлення до Джиммі. Лідія каже Майку, що його консультації з безпеки є лише паперовою формальністю і допомагають полегшити відмивання грошей, які він вкрав у Саламанки. Майк наполягає на продовженні фактичних перевірок, стверджуючи, що вони дають правдоподібне пояснення на випадок, якщо хто-небудь зацікавиться бухгалтерією. Ґас непомітно платить досвідченому лікарю, щоб той допоміг Гектору оговтатися від інсульту, і дізнається, що в цьому винен Начо. Ґас повідомляє Начо, що він знає про його спробу вбити Гектора, але Саламанки цього не знають, і завдяки цій ситуації Начо тепер перебуває під контролем Ґаса. |            |                                           |                 |                          |                 |                     |
| 33 | 3          | «Прекрасний вчинок» «Something Beautiful» | Деніел Сакхайм  | Гордон Сміт              | 20 серпня 2018  | 1,51                |
| Майк не хоче красти статуетку, тому Джиммі наймає Айру. Кім повертається до роботи з «Меса Верде», але вона стурбована їхнім запланованим швидким розширенням. Віктор і Тайрус підлаштовують смерть Артуро так, щоб вона виглядала як напад банди, відволікаючи увагу від Начо і приховуючи його зв'язок із Ґасом. Постановочний напад включає кульові поранення Начо, який кличе на допомогу Леонеля і Марко (кузенів). Їм вдається доставити Начо до доктора Кальдери живим; він рятує Начо, але рекомендує йому звернутися по належну допомогу, щоб не було ускладнень. Кузени попереджають картель, що напад схожий на інший напад, скоєний раніше на одну з їхніх вантажівок (на вантажівку, на яку напав Майк, приховуючи свою особистість). Стурбований тим, що їхні мексиканські маршрути вразливі, Хуан Болса направляє Ґаса шукати місцевих виробників. Ґас відвідує університет, щоб перевірити якість зразків метамфетаміну, які він дав Гейлу Беттікеру для тестування. Кім розповідає Джиммі про заповіт Чака. |            |                                           |                 |                          |                 |                     |
| 34 | 4          | «Говори» «Talk»                           | Джон Шибан      | Гезер Меріон             | 27 серпня 2018  | 1,53                |
| Джиммі швидко набридає керувати магазином стільникових телефонів, і він намагається розвивати бізнес. Пізніше він зустрічається з Айрою, який продав вкрадену статуетку дорожче, ніж очікувалося, і пропонує здійснювати крадіжки в майбутньому. Втомившись від роботи в «Меса Верде», Кім спостерігає за роботою судді Мансінгера, і, сподіваючись відродити інтерес до закону, береться працювати адвокатом захисту pro bono. Віктор продає Еспіносам наркотики, отримані внаслідок фальшивого нападу на Начо. Начо повідомляє Саламанкам, що напад скоїли Еспіноси. Кузени вбивають Еспіносів, забирають «вкрадені» наркотики і повертаються до Мексики. Начо розуміє, що, усунувши Еспіносів, Ґас забезпечив собі більше території, але не бачить усього масштабу плану Ґаса. Майк свариться з Генрі в їхній групі підтримки за неправдиві заяви про те, що його дружина померла. Пізніше він перевіряє інше робоче місце «Мадригал» і надає список порушень, які потрібно виправити. Майк розуміє приховані мотиви Ґаса і каже йому надати інформацію про «роботу», яку необхідно виконати. |            |                                           |                 |                          |                 |                     |
| 35 | 5          | «Було весело» «Quite a Ride»              | Майкл Морріс    | Енн Черкіс               | 3 вересня 2018  | 1,53                |
| У флешфорварді (дія відбувається в серії «Озімандіс» серіалу «Пуститися берега») Франческа швидко знищує документи, а Сол гарячково збирає гроші, сувеніри та документи зі свого офісу, а потім зв'язується зі своїм фахівцем зі «зникнень» для отримання нової особистості. У 2003 році Джиммі переконує клієнта купити кілька стільникових телефонів із передоплатою, щоб зберегти свою конфіденційність, а потім Джиммі спадає на думку ідея отримати прибуток, перепродуючи телефони з передоплатою на вулиці. Він продає їх усі, але затія виявляється безуспішною, оскільки його пограбували троє підлітків. Поки Кім лікує рани Джиммі, він звинувачує себе в тому, що не усвідомив загрози, і обіцяє звернутися до психолога, але замість цього на наступний день, як зазвичай, йде на роботу. Кім призначають адвокатом на безоплатній основі для кількох обвинувачених. Коли в «Меса Верде» виникає проблема з недавнім оформленням документів, Кім доводить свою поточну справу до завершення, перш ніж відповісти, за що Пейдж пізніше робить їй догану. Майк непомітно супроводжує іноземних інженерів-будівельників через промислову пральню, щоб вони могли оцінити простір внизу як місце для запланованої Ґасом «суперметлабораторії». Ґас вражений одним з інженерів, Вернером Циглером, і пропонує йому роботу з планування та нагляду за будівництвом об'єкта. |            |                                           |                 |                          |                 |                     |
| 36 | 6          | «Пін'ята» «Piñata»                        | Ендрю Стентон   | Дженніфер Гатчисон       | 10 вересня 2018 | 1,40                |
| У спогадах Кім і Джиммі працюють у поштовому відділенні HHM. Студентка третього курсу юридичного факультету Кім демонструє свої юридичні знання, вражаючи ще здорового Чака і пробуджуючи цікавість Джиммі. Через роки Кім поєднує роботу в «Меса Верде» із захистом у кримінальних справах на безоплатній основі, а Джиммі відчуває фінансові труднощі під час свого відсторонення. Кім приєднується до «Schweikart & Cokely», що дає їй змогу вести як «Меса Верде», так і кримінальні справи, але розчаровує Джиммі, який розуміє, що його мрія про відновлення роботи офісу «Векслер-Мак-Ґілл» розвалилася. Джиммі дізнається, що Джеральдін, його перша клієнтка, яка займалася доглядом за людьми похилого віку, померла, і він сумує за нею більше, ніж за Чаком. Джиммі намагається пробудити пригніченого Говарда промовою про «жорстке кохання». Джиммі використовує свій спадок у розмірі 5000 доларів, щоб купити стільникові телефони з передоплатою для перепродажу на вулицях. Цього разу Джиммі залякує трьох підлітків-нападників, змушуючи їх залишити його в спокої. Майк створює секретні приміщення для життя і відпочинку для команди Вернера, які починають будувати «суперметлабораторію» Ґаса. Ґас відвідує госпіталізованого, непритомного Гектора і пророкує їхнє майбутнє, розповідаючи дитячу історію про пастку для коаті, який з'їв плід із дерева, яке Ґас виходив. Замість того, щоб гуманно вбити пораненого коаті після його спіймання, Ґас тримав його і дозволяв йому страждати, поки той не помер. |            |                                           |                 |                          |                 |                     |
| 37 | 7          | «Дурний вчинок» «Something Stupid»        | Дебора Чоу      | Елісон Татлок            | 17 вересня 2018 | 1,35                |
| Після послідовності стрибків у часі на кілька місяців дія серіалу відбувається у 2004 році. Джиммі та Кім віддаляються все далі одне від одного. Рука Кім загоїлася, і, на жаль Джиммі, вона процвітає в «Schweikart & Cokely». При цьому розширення «Меса Верде» триває за графіком, а Кім знаходить час для безоплатної роботи над кримінальними справами, що приносить їй задоволення. Джиммі планує повернутися до юридичної практики. Його бізнес із перепродажу телефонів із передоплатою на вулиці продовжує зростати, і він дедалі частіше використовує псевдонім «Сол Ґудман». Г'юелла заарештовують за напад на поліцейського, який намагається змусити Джиммі припинити свій телефонний бізнес, і Джиммі залучає Кім для захисту. Він намагається змусити її очорнити поліцейського, щоб звинувачення були зняті, але Кім відмовляється, кажучи Джиммі, що у неї є кращий спосіб. Гектор починає відновлюватися після інсульту, тож Ґас звільняє доктора Брукнера, фактично замикаючи одужавший розум Гектора в його невідновленому тілі. Майк спостерігає за командою Вернера під час будівництва підземної метлабораторії; робота йде повільніше, ніж очікувалося, що засмучує команду; Майку доводиться втрутитися, щоб припинити бійку. |            |                                           |                 |                          |                 |                     |
| 38 | 8          | «Кушатта» «Coushatta»                     | Джим Маккей     | Гордон Сміт              | 24 вересня 2018 | 1,37                |
| Кім залучає співробітників S&C до захисту Г'юелла і вказує, що поховає прокурорку Сюзанну Еріксен у паперовій роботі. Джиммі їде на автобусі, використовує різні ручки та папір, щоб писати листи підтримки для Г'юелла, і залучає інших пасажирів для допомоги. Пошту відправляють зі зворотними адресами та поштовими штемпелями з Коасаті, штат Луїзіана, рідного міста Г'юелла. Сюзанна проводить розслідування, але Джиммі організував підроблений церковний вебсайт, а знімальна група відповідає на дзвінки на мобільні телефони. Фальшива підтримка змушує Сюзанну прийняти угоду, що рятує Г'юелла від в'язниці. Кім у захваті й каже Джиммі, що хоче знову поводитися так само. Майк влаштовує стриптиз-клуб для Вернера та його команди. Кай починає бійку, але справжньою проблемою є Вернер, який у п'яному вигляді обговорює з незнайомцями деталі підземної бетонної конструкції. Начо, який повністю одужав, посідає чільне місце в організації Саламанки і навчає Домінґо карати торговців, які не виконують свою тижневу норму. «Лало» Саламанка прибуває, щоб допомогти в управлінні бізнесом. На відміну від Гектора, Лало цікавлять побутові подробиці, що зачіпає Начо. Удома Начо тримає сейф із готівкою та підробленими канадськими посвідченнями особи для себе і свого батька. |            |                                           |                 |                          |                 |                     |
| 39 | 9          | «Побачимось» «Wiedersehen»                | Вінс Ґілліґан   | Дженніфер Гатчисон       | 1 жовтня 2018   | 1,35                |
| Джиммі і Кім таємно замінюють затверджені плани філії «Меса Верде» в Лаббоку, штат Техас, планами більшої будівлі. Джиммі красномовно відповідає на запитання на слуханнях про поновлення на посаді, але його заяву відхиляють. Голова припускає, що відповіді Джиммі були нещирими, і коли він розповідає подробиці Кім, та пояснює Джиммі, що він не згадав Чака. Стосунки Джиммі з Чаком призвели до його відсторонення, тому комісія очікувала, що Джиммі обговорить цей момент. Джиммі на свій захист звинувачує Кім у тому, що вона «ховається» в нього щоразу, коли їй щось потрібно, тоді як Кім каже, що завжди підтримує Джиммі, а він створює собі проблеми. Тієї ночі Джиммі починає з'їжджати, але Кім зупиняє його і пропонує допомогти йому домогтися відновлення на роботі. Лало відвідує Гектора і покращує його комунікативні здібності за допомогою дзвінка консьєржа, який Лало залишив як сувенір після того, як Гектор убив власника готелю і спалив будівлю. Лало дякує Ґасу за порятунок життя Гектора й оплату його лікування. Потім він просить Начо показати йому, де Саламанки отримують свої наркотики після того, як вантажівки Ґаса привозять їх із Мексики. Бригада Вернера підриває скелю, що перешкоджає будівництву ліфта, і святкує майже завершену роботу. Вернер сумує за дружиною і тікає. |            |                                           |                 |                          |                 |                     |
| 40 | 10         | «Переможець» «Winner»                     | Адам Бернштейн  | Пітер Ґулд и Томас Шнауц | 8 жовтня 2018   | 1,53                |
| У флешбеку Чак зображує ентузіазм того дня, коли Джиммі стає адвокатом. У 2004 році Кім допомагає Джиммі привернути увагу оточуючих, щоб той публічно зобразив скорботу за Чаком. Джиммі бере участь у співбесіді з кандидатами на отримання стипендії Чака і знайомиться з дівчиною, чиє минуле пов'язане з магазинними крадіжками. Джиммі каже їй, що інші члени групи не вибрали її, і каже, що сильні світу цього ніколи не забудуть її юнацької помилки, тому вона повинна зробити все необхідне, щоб пробитися. На слуханнях Джиммі експромтом говорить про те, як він хоче прославити ім'я Мак-Ґілл. Його апеляцію задоволено, але Джиммі повідомляє Кім, що це була афера. Також він повідомляє, що не практикуватиме під своїм ім'ям, що приголомшує Кім. Лало спостерігає за наркобізнесом Ґаса і дізнається про його повсякденну рутину. Вернер планує побачення зі своєю дружиною. Майк дізнається місцезнаходження Вернера від клерка, якого Лало пізніше вбиває. Лало обманом змушує Вернера розкрити деталі конструкції лабораторії телефоном, перш ніж Майк закінчує розмову. Майк неохоче погоджується вбити його, тому Вернер телефонує дружині в аеропорт і відправляє її додому, після чого Майк вбиває його. Ґас показує Гейлу майже закінчену лабораторію. |            |                                           |                 |                          |                 |                     |

## Реакція
Четвертий сезон, як і попередні три, отримав похвалу від критиків, особливо за його темп та розвиток персонажів. На сайті Metacritic четвертий сезон має рейтинг 87 із 100, на основі 16 відгуків. На сайті Rotten Tomatoes у четвертого сезону рейтинг 99% на основі 30 відгуків, із середнім рейтингом 8,86/10. Критичний консенсус сайту говорить: «Добре продуманий і чарівний, як завжди, „Краще подзвоніть Солу“ вправно балансує тим часом шоу, яким воно було, і тим, яким воно неминуче стане». Ґрунтуючись на перших трьох епізодах четвертого сезону, Ліз Шеннон Міллер з «IndieWire» дала серіалу дуже позитивний відгук з оцінкою «A». Вона написала, що четвертий сезон «краще, глибше і сміливіше», і що це «одне з найтонших і найблискучіших шоу на телебаченні».

### Нагороди
У 2018 році Американський інститут кіномистецтва назвав «Краще подзвоніть Солу» однією з 10 найкращих телевізійних програм року. Серіал переміг у категорії видатні досягнення у драмі на 35-й церемонії премії Асоціації телевізійних критиків.
На 71-й церемонії премії «Еммі», серіал отримав номінації в шести категоріях: найкращий драматичний серіал, Боб Оденкерк — найкраща чоловіча роль у драматичному серіалі, Джонатан Бенкс і Джанкарло Еспозіто — найкраща роль другого плану в драматичному серіалі у драматичному серіалі, Майкл Маккін як найкращий запрошений актор в драматичному серіалі  і Томас Шнауц і Пітер Ґулд за найкращий сценарій драматичного телесеріалу за епізод «Переможець».